# مانويل دي ريجال موتا
مانويل دي ريجال موتا (بالإسبانية: Manuel de Regla Mota) (و. 1795 – 1864 م) هو سياسي من جمهورية الدومينيكان، تولى رئاستها في 26 مايو 1856 حتى 8 أكتوبر 1856.